# Campana (Schiff)
Die Campana war ein 1929 in Dienst gestelltes Passagierschiff der französischen Reederei Société Générale de Transport Maritimes. Sie stand bis 1951 im Liniendienst von Frankreich nach Buenos Aires und anschließend nach Ostasien. Seit 1955 fuhr das Schiff als Irpinia zwischen Genua und Zentralamerika und wurde ab 1962 für Kreuzfahrten genutzt. 1983 ging es nach zwei Jahren Liegezeit zum Abbruch nach La Spezia.

## Geschichte
Die Campana entstand unter der Baunummer 1302 in der Werft von Swan Hunter in Newcastle upon Tyne und lief am 11. Juni 1929 vom Stapel. Nach der Übergabe an die Société Générale de Transport Maritimes im Dezember 1929 nahm das Schiff am 14. Dezember 1929 den Liniendienst zwischen Marseille und Buenos Aires auf.
Nach Kriegsausbruch war die Campana ab 1940 in Buenos Aires aufgelegt. Im Juli 1943 wurde sie beschlagnahmt, unter argentinischer Flagge für die Flota Mercante Del Estado registriert und in Rio Jachal umbenannt. 1946 kehrte das Schiff nach Modernisierungsarbeiten wieder als Campana in den Dienst für die Société Générale de Transport Maritimes zurück. Seit 1951 fuhr es unter Charter für Chargeurs Réunis zwischen Marseille und Ostasien.
Im Juni 1955 ging die Campana in den Besitz der italienischen Reederei Grimaldi Siosa Lines über und erhielt den Namen Irpinia. Sie stand fortan zwischen Genua und Zentralamerika im Einsatz. 1962 wurde das Schiff in Triest umfangreich für einen Millionenbetrag umgebaut und mit einer neuen Maschinenanlage (Dieselmotoren anstelle der bisherigen Dampfturbinen) ausgestattet, um anschließend auch vermehrt für Kreuzfahrten eingesetzt zu werden. Die Irpinia hatte nun nur noch einen anstatt zwei Schornsteine. Sie stand meistens im Mittelmeer im Einsatz, fuhr ab 1970 in den Sommermonaten aber auch nach Skandinavien und wurde seitdem ausschließlich für Kreuzfahrten genutzt.
Bereits 1976 plante Grimaldi Siosa die Ausmusterung des alternden Schiffes, das im selben Jahr als Drehort für den Film Reise der Verdammten genutzt wurde. Um die St. Louis darzustellen, erhielt die Irpinia für die Dreharbeiten einen künstlichen zweiten Schornstein, behielt jedoch (abweichend von der echten St. Louis) ihre weiße Rumpffarbe. In dieser Aufmachung war sie auch in Archivaufnahmen in dem 1988 erschienenen Film Rendezvous mit einer Leiche  zu sehen.
Trotz ihres hohen Alters stand die Irpinia nach dem Dreh von Reise der Verdammten noch weitere fünf Jahre im Einsatz, zuletzt ab Genua für Reisen im Mittelmeer. 1981 erhielt das 52 Jahre alte Schiff jedoch bei einer Inspektion des Registro Italiano Navale keine erneute Genehmigung zum Weiterbetrieb. Es ging daher an die Abwrackwerft von Cantiere Navale Santa Maria in La Spezia, wo es noch zwei Jahre auflag. Erst im September 1983 begann der Abbruch der 54 Jahre alten Irpinia.